# Шереметьевский, Николай Николаевич
Никола́й Никола́евич Шереме́тьевский (5 ноября 1916 года — 29 июля 2003 года) — советский учёный в области электромеханики, академик Академии наук СССР и РАН, директор Всесоюзного научно-исследовательского института электромеханики, заслуженный деятель науки и техники Российской Федерации.
Герой Социалистического Труда (1986), лауреат Государственной премии СССР, Ленинской и Сталинской премий.

## Биография
Родился в семье служащих, отец — юрист, мать — врач. Детство провёл в Москве, после окончания средней школы («7-я опытная школа имени проф. Коваленского» в Кривоарбатском переулке) поступил в Московский энергетический институт. На третьем курсе перешёл в Московский электротехнический институт, занимался исследованиями в области автоматизации. На последних курсах учился и одновременно работал. После окончания учёбы работал в лаборатории управления автоматических систем Всесоюзного энергетического института.
В сентябре 1941 года был переведён на завод № 627 в только что созданный для разработки и быстрейшего выпуска электротехнических средств для обороны столицы. Вскоре завод был преобразован в Научно-исследовательский институт 627 с опытным заводом № 1.
В 1959 году НИИ-627 был преобразован во Всесоюзный научно-исследовательский институт электромеханики (ВНИИЭМ). В 1974 году Шереметьевский возглавил этот институт.
Николай Николаевич внёс значительный вклад в решение ряда крупных научно-технических проблем общегосударственного масштаба. С первых лет космической эры ВНИИЭМ, как головная организация, активно участвовал в разработке электротехнического оборудования ракет-носителей, в частности знаменитой Р-7, с помощью которой был выведен на орбиту первый искусственный спутник Земли, а затем и первый пилотируемый космический корабль «Восток». Под руководством Шереметьевского созданы системы пространственной стабилизации и ориентации практически всех отечественных космических аппаратов и орбитальных станций, в том числе уникальных силовых гироскопов-гиродинов на магнитном подвесе, а также систем ориентации их солнечных батарей.
Как учёный и организатор Шереметьевский принимал активное участие в разработках вычислительной техники во ВНИИЭМ, в том числе и в создании автоматизированной информационно-управляющей системы «Скала» для отечественных АЭС с реакторами РБМК-1000, в разработке криогенных электрических машин и крупных роторных механизмов с электромагнитными подшипниками, систем электродвижения перспективных ледоколов, а также средств передвижной энергетики и систем автоматизированного проектирования электрооборудования. В течение многих лет Н. Н. Шереметьевский возглавлял в электротехнической отрасли в качестве научного руководителя работы по проблеме «Автоматизация».
Указом Президиума Верховного Совета СССР от 5 ноября 1986 года за большой вклад в развитие электротехнической промышленности и в связи с семидесятилетием со дня рождения академику Шереметьевскому Николаю Николаевичу присвоено звание Героя Социалистического Труда.
В 1979 году был избран членом-корреспондентом, а в 1984 году — действительным членом (академиком) АН СССР. Он вёл большую научно-общественную работу, будучи членом Бюро Отделения информатики, вычислительной техники и автоматизации РАН. Многие годы был членом совета Государственного комитета по науке и технике СССР по проблеме исследования природных ресурсов Земли с помощью средств космической техники, постоянным членом Технического комитета по космосу Международной федерации по автоматическому управлению ИФАК, а также членом рабочей группы по космической энергетике при Международной астронавтической федерации. Стал автором многих изобретений.
Жил и работал в Москве. Трагически погиб 29 июля 2003 года. Похоронен в городе Москве на Новодевичьем кладбище (4 участок, 3 ряд).

## Награды
- Медаль «Серп и Молот»
- 2 ордена Ленина, орден Октябрьской Революции, орден Трудового Красного Знамени[3]
- Государственная премия СССР (1967 год)
- Ленинская премия (1978 год)
- Сталинская премия (1949)
- Заслуженный деятель науки и техники Российской Федерации
- Медаль «Simon Ramo» Международного института инженеров по электронике и радиоэлектронике США (2004 год, посмертно)
- другие награды